# シロバナハナグマ
シロバナハナグマ（Nasua narica）は、哺乳綱食肉目アライグマ科ハナグマ属に分類される食肉類。別名ハナジロハナグマ。

## 分布
アメリカ合衆国、エルサルバドル、グアテマラ、コスタリカ、コロンビア、ベリーズ、ニカラグア、パナマ、ホンジュラス、メキシコ
アメリカ合衆国のアリゾナ州南東部から中央アメリカにかけて分布し、南アメリカではコロンビアに分布する。

## 形態
頭胴長（体長）43 - 66センチメートル、尾長42 - 68センチメートル、体重3 - 6キログラム。オスはメスよりも大型になる。
コスメル島の亜種は大陸個体群より小型で、頭胴長42 - 44センチメートル、尾長33 - 35センチメートル。
毛衣は黒色や暗褐色、赤みを帯びた淡色などで、銀色や黄色みを帯びることもある。首と肩は白色または黄色みを帯び、吻・顎・喉は白い。目の周囲は濃褐色で囲まれる。鼻先から目の間にかけて白い筋模様が伸びる。耳介の先端は白く、後ろには白色または黄色みを帯びた斑紋がある。体の下面は黄色味を帯びるか暗褐色で、足は黒い。尾には褐色の輪状斑があるが、不鮮明。

## 分類
以下の亜種の分類は、Gompper (1995) に従う。分布（模式産地）は中里 (1991) に従う。
Nasua narica molaris Merriam, 1902コリマ州（メキシコ）
Nasua narica narica (Linnaeus, 1766)ベラクルス州（メキシコ）
Nasua narica nelsoni Merriam, 1901コスメル島（メキシコ）
Nasua narica yukatanica Allen, 1904ユカタン州（メキシコ）
以前は本種をアカハナグマNasua nasuaの亜種とする説もあり、一方でコスメル島の個体群が独立種コスメルハナグマN. nelsoniとされていた。1991年にコスメルハナグマを本種の亜種とする説が提唱された。

## 生態
おもに森林に生息する。社会性で、メスとその家族からなる4 - 25頭の群れ（band）で暮らすが、成獣のオスは単独で生活する。樹上性および地上性。昼行性だが、成獣のオスは夜間にも活動する。
食性は雑食で、果実、小鳥や鳥の卵、小型哺乳類、爬虫類、昆虫などの小動物を食べる。捕食者としてネコ類、猛禽類、ヘビ、霊長類が挙げられる。成獣オスが幼獣を共食いする例も報告されている。
年に1回、1月から3月の間に繁殖する。繁殖期間は2 - 4週間。妊娠期間は70 - 77日。妊娠したメスは群れを離れて樹上に巣を作り、1 - 6頭の幼獣を産む。出産直後の幼獣は頭胴長15.5 - 16.5センチメートル、尾長10 - 11センチメートル、体重100 - 180グラム。生後4 - 11日で開眼する。授乳期間は約2か月。生後40日で母親と共に元の群れに加わる。生後約2年で性成熟に達し、オスは群れを離れて単独で暮らすようになる。飼育下では17年生存した記録がある。